# 101聯絡處
101聯絡處（101연락소）是隸屬於朝鲜劳动党统一战线部，用意對南韓進行心理戰的機構。101聯絡處是由金日成於1970年10月1日成立的。為了掩蓋其工作性質，該組織故而利用其成立日期命名。脫北者張振成就曾在這個組織工作。

## 背景和運作
1960年代，在蘇聯的協助下，北韓的經濟水平遠勝南韓，時任國家領導人金日成認為朝鮮半島有望實現統一。為此，他計劃成立一個專門利用報章、文學創作、電影和音樂等媒體對南韓進行心理戰的組織。於是，他在1970年確定設立101聯絡處，並將其設在統一戰線部。
在成立之初，101聯絡處的目標是擴大南韓民間的反美情緒和親北勢力。為了讓南韓民間接受他們的作品，101聯絡處刻意模仿南韓媒體的創作風格，並假借南韓出版社的名義發行作品。據張振成描述，北韓政府會收集南韓的唱片、電影、書籍和報紙等加以研究，再特意仿照其風格推出新的製作。這些製作隨後會通過在日本的親北組織或東南亞流入南韓。
位於平壤中區域蓮花洞的101聯絡處總部戒備深嚴，除了四周建起高牆和大鐵門緊閉外，還有哨兵駐守，員工須經過兩次的身份確認才能進入總部工作。儘管根據北韓法律民間藏有南韓的各種影音作品和讀物會遭到處決，然而為令員工學習到南韓的創作風格，101聯絡處總部藏有大量南韓的圖書和報章等。員工可從總部的圖書館借閱南韓的作品，但有眾多的規定，比如不得帶離總部、報章每天只能借一次，小說等資料可借閱數天，條件是每天讀完後必須鎖在抽屜。此外，101聯絡處的員工須經過嚴格的篩選才能進入這組織工作，但他們可得到良好的待遇，除得到標準的糧食配額外，他們還可於每星期取得一份額外的進口糧食。
隨著1980年代南韓走向民主和經濟起飛，101聯絡處改變其宣佈戰略﹕放棄提倡親北和反美思想，改以盜用南韓或外國人的名義來宣傳金日成和兩韓統一為主。報導指，這些的內容除了會輸入到南韓外，還會通過喉舌《勞動新聞》和中央電視台等向國民宣傳上述思想，令國民誤以為世界的人崇拜金日成，以加強民眾對金日成的崇拜。如在1999年4月15日，《勞動新聞》就報導有一名「英國教授」指金日成是「世界的太陽」，證據在於鐵達尼號在1912年4月15日沈沒，而這天正好是金日成的生日，故說明了「太陽在西邊落下，在東方升起」。進入2000年代，101聯絡處除繼續出版紙板創作外，還把宣傳工作轉到互聯網上，網站我的國家就是由該組織經營。此外，每當平壤當局成功發射火箭後，101聯絡處會把這些的短片上傳至Youtube。
現時，101聯絡處共分為5科。第1科負責新聞雜誌、第2和第3科負責影像、第4科負責音樂，而第5科負責文學創作。

## 資料來源
1. 1 2 3 4 5 6 7 8  "'미국 불바다' 반미영상 만든 곳, 北101연락소" （页面存档备份，存于） 《New Daily》 2013 2 22
2. ↑  張振成 《親愛的領袖：我逃離北韓的經歷》 P.30
3. 1 2  張振成 《親愛的領袖：我逃離北韓的經歷》 P.30-31
4. ↑  張振成 《親愛的領袖：我逃離北韓的經歷》 P.33
5. ↑  張振成 《親愛的領袖：我逃離北韓的經歷》 P.33-34